# Diddy Kong Racing DS
Diddy Kong Racing DS är ett racingspel till Nintendo DS, utvecklat av Rare. Spelet är en remake av Diddy Kong Racing till Nintendo 64, och är den första titeln som släppts av Rare till Nintendo DS.
Spelet har stöd för flera spelare via Nintendo Wi-Fi Connection.